# Institut d'études orientales de l'université de Kazan
L'institut de relations internationales (Институт международных отношений КФУ) est un établissement d'enseignement supérieur qui dépend de l'université fédérale de Kazan en Russie. La vocation de l'institut est de former des spécialistes en langues, culture, histoire, économie et politique des pays d'Asie et d'Afrique et des spécialistes en relations internationales, en études régionales étrangères et en islamologie, se destinant à des carrières dans l'enseignement ou dans la fonction publique, aussi bien au niveau local qu'étatique, y compris aux carrières de la diplomatie du ministère des Affaires étrangères ou au sein des organisations internationales. L'institut donne une importance particulière à l'étude de modèles prenant en compte les éléments de l'économie islamique et leur mise en application dans les relations d'affaires de la fédération de Russie et du Tatarstan avec les pays du monde musulman.
En outre, l'institut tisse des liens dans le domaine de la recherche, de l'enseignement et de la méthodologie des études orientales et des relations internationales avec d'autres universités de Russie.

## Historique
L'institut est l'héritier en droit du département des lettres orientales (où étudia Tolstoï) qui a existé au sein de l'université de 1807 à 1855. La renaissance de ce département a eu lieu dans les années 1950-1960. Ainsi au sein du département de langue tatare de la faculté de philologie de l'université, une chaire de langue étrangère arabe a été fondée. Elle était dirigée par le professeur Mirza Makhmoutov (1926-2008). Ensuite des cours de langue persane sont donnés par le professeur Nougmanov (1912-1976).
Le conseil universitaire décide d'ériger l'institut d'études orientales le 27 avril 2000. La première admission de spécialistes en philologie arabe et en philologie chinoise a lieu cette année-là. Le 24 avril 2007, une convention est signée à l'ambassade de Chine en Russie pour l'ouverture d'un Institut Confucius à l'université. Il est inauguré en septembre 2007.
Au printemps 2008, la faculté de relations internationales et de politologie de l'université de Kazan est supprimée et la chaire des relations internationales est intégrée à l'institut d'études orientales qui prend en 2011 son nom actuel.
L'institut se trouvait jusqu'en mai 2011 rue Noujine dans le centre-ville de Kazan. Depuis octobre 2011, il se trouve au numéro 1/55 de la rue Pouchkine.

## Structure
L'institut est divisé en trois départements:
- Département de philologie orientale
  - Chaire de philologie arabe
  - Chaire de langues indo-iraniennes et africaines
  - Chaire de philologie turque
  - Chaire de philologie et de culture de l'Extrême-Orient
- Département d'études régionales étrangères
  - Chaire d'histoire et de culture de l'Orient
  - Chaires d'études régionales et d'islamologie
- Département des relations internationales
  - Chaire des relations internationales et de diplomatie
  - Chaire des langues romanes et germaniques

En outre des laboratoires de recherche au sein de l'institut permettent aux étudiants de se former en turcologie, arabistique, sinologie, persanologie, indologie, études judaïques, études japonaises, études coréennes, économie islamique, civilisations islamiques, dialogue interculturel, études des manuscrits orientaux, etc.

## Source
- (ru) Cet article est partiellement ou en totalité issu de l’article de Wikipédia en russe intitulé « Институт востоковедения и международных отношений КФУ » (voir la liste des auteurs).